# Indianenterritorium

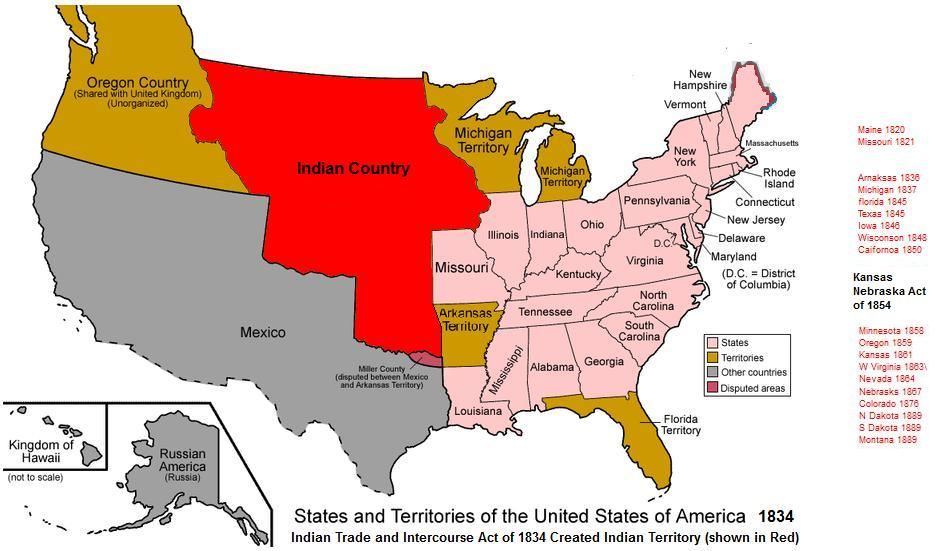
Het Indianenterritorium (rood gemarkeerd) in 1834

- niet te verwarren met Indianenreservaat of Indian country

Indianenterritorium (Indian Territory en Indian Territories) is een term die in het algemeen een zich ontwikkelend landgebied beschrijft dat door de overheid van de Verenigde Staten werd gereserveerd voor de herhuisvesting van inheemse Amerikanen die de oorspronkelijke indiaanse titel op hun land bezaten als een onafhankelijke natiestaat. Het concept van een Indianenterritorium was een resultaat van het 18e- en 19e-eeuwse beleid van de Amerikaanse federale overheid om indianen te verwijderen. Na de Amerikaanse Burgeroorlog (1861-1865) was het beleid van de Amerikaanse regering gericht op culturele assimilatie. Het was dus geen traditioneel grondgebied voor de stammen die zich erop vestigden.  De algemene grenzen werden vastgesteld door de Indian Intercourse Act van 1834. Het territorium lag in het centrum van de Verenigde Staten.

Indianenterritorium ging later verwijzen naar een ongeorganiseerd gebied waarvan de algemene grenzen aanvankelijk waren vastgesteld door de Nonintercourse Act van 1834 en was de opvolger van de rest van het Missouriterritorium nadat Missouri de status van staat had gekregen. De grenzen van het Indianenterritorium werden kleiner toen verschillende wetten werden aangenomen door het Congres om georganiseerde gebieden van de Verenigde Staten te creëren. De Oklahoma Enabling Act van 1906 creëerde de staat Oklahoma door Oklahomaterritorium en Indianenterritorium samen te voegen, een ongeorganiseerd onafhankelijk gebied als zodanig te annexeren en te beëindigen en de stammen en inwoners formeel in de Verenigde Staten op te nemen.

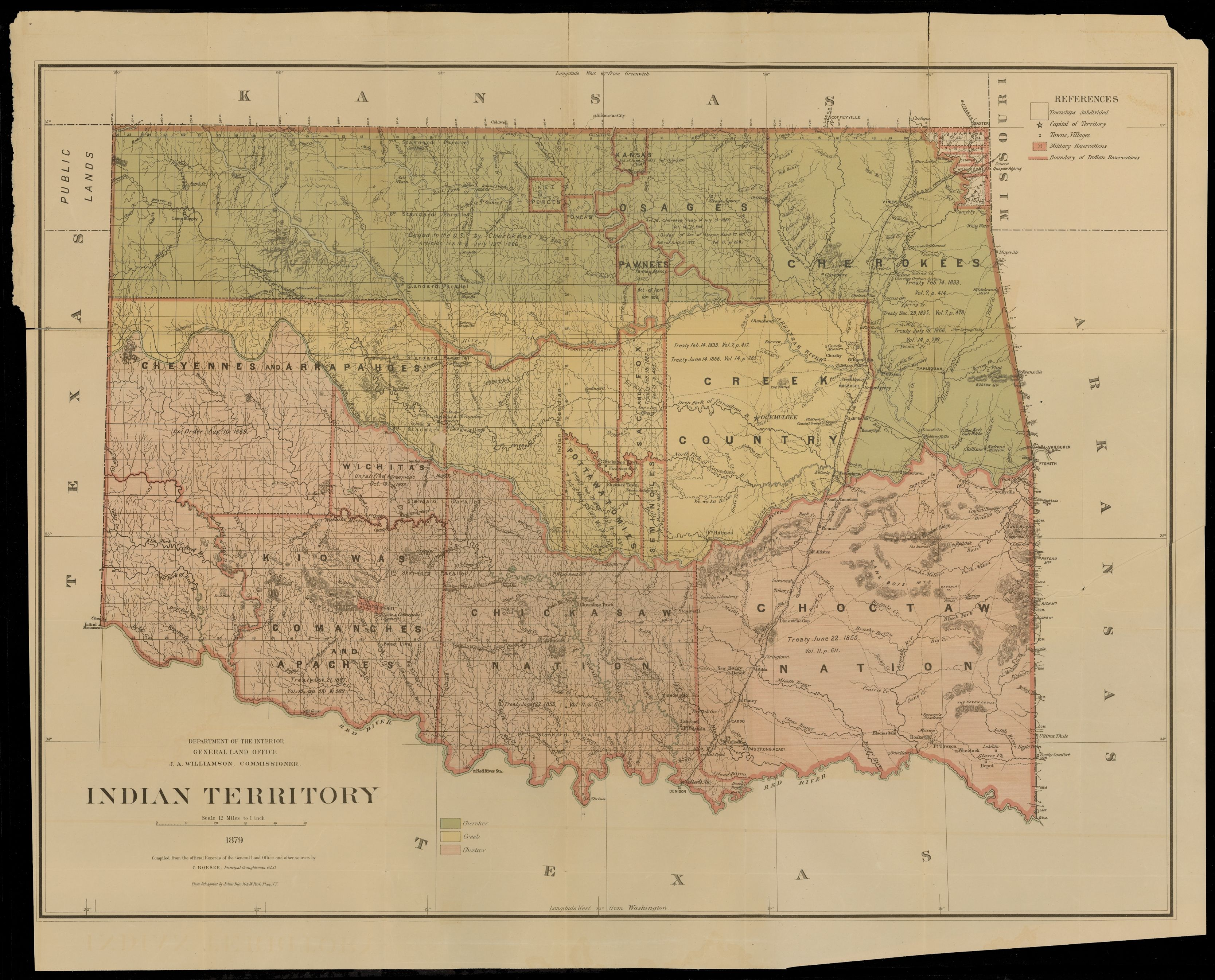
Een U.S. Department of Interior-kaart van het territorium in 1879

Vooraleer de staat Oklahoma bestond was het Indianenterritorium vanaf 1890 de gezamenlijke territoriale bezittingen van de Cherokee, Choctaw, Chickasaw, Creek, Seminole en andere ontheemde Oost-Amerikaanse stammen. Indiaanse reservaten blijven binnen de grenzen van Amerikaanse staten, maar zijn grotendeels vrijgesteld van de jurisdictie van de staat. 
De term “indiaans land” wordt gebruikt om land aan te duiden dat onder controle staat van inheemse volken, waaronder indiaanse reservaten, trustgronden op Oklahoma Tribal Statistical Area, of, meer terloops, om overal te beschrijven waar grote aantallen inheemse Amerikanen wonen.

## Beschrijving en geografie

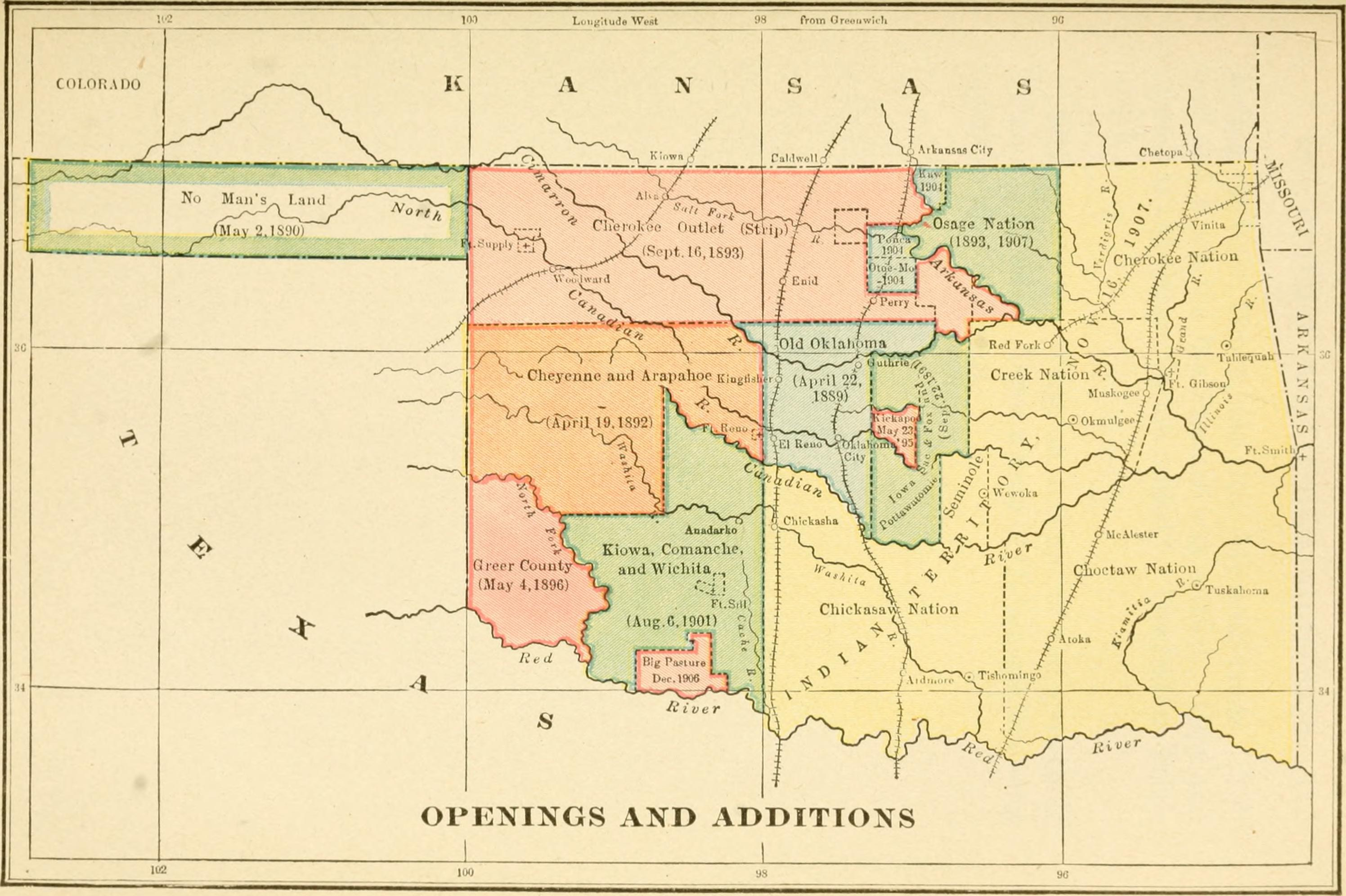
Een kaart van de geleidelijke ontsluiting van het Oklahomaterritorium en het Indianenterritorium, die in 1907 werden samengevoegd tot de staat Oklahoma

Terwijl het Congres verschillende organische wetten aannam die een weg baanden voor staatsvorming voor een groot deel van het oorspronkelijke indiaanse land, nam het Congres nooit een organische wet aan voor het Indianenterritorium. Het was nooit een georganiseerd gebied van de Verenigde Staten. In het algemeen konden stammen geen land verkopen aan niet-indianen. Verdragen met de stammen beperkten de toegang van niet-indianen tot stamgebieden; indiaanse stammen hadden grotendeels zelfbestuur, waren suzereine naties, met gevestigde stambesturen en gevestigde culturen. De regio had nooit een formele regering tot na de Amerikaanse Burgeroorlog.
Na de Burgeroorlog herschreef de Southern Treaty Commission verdragen met stammen die de kant van de Geconfedereerde Staten van Amerika kozen, waardoor het grondgebied van de Vijf geciviliseerde stammen werd verkleind en er land beschikbaar kwam voor hervestiging van prairie-indianen en stammen uit het midwesten van de Verenigde Staten. Deze herschreven verdragen bevatten bepalingen voor een territoriale wetgevende macht met evenredige vertegenwoordiging van verschillende stammen.
Na verloop van tijd werd het Indianenterritorium teruggebracht tot wat nu Oklahoma is. De Oklahoma Organic Act van 1890 verkleinde het tot het land dat werd bezet door de Vijf geciviliseerde stammen en de stammen van het Quapaw Indian Agency (aan de grenzen van Kansas en Missouri). Het resterende westelijke deel van het voormalige Indianenterritorium werd het Oklahomaterritorium.
De Oklahoma Organic Act paste de wetten van Nebraska toe op het georganiseerde Oklahoma Territory en de wetten van Arkansas op het nog ongeorganiseerde Indianenterritorium, omdat jarenlang de federale U.S. District Court aan de oostelijke grens in Fort Smith strafrechtelijke en civiele jurisdictie had over het territorium.

## Geschiedenis

### Indianenreservaat en de Louisiana Purchase

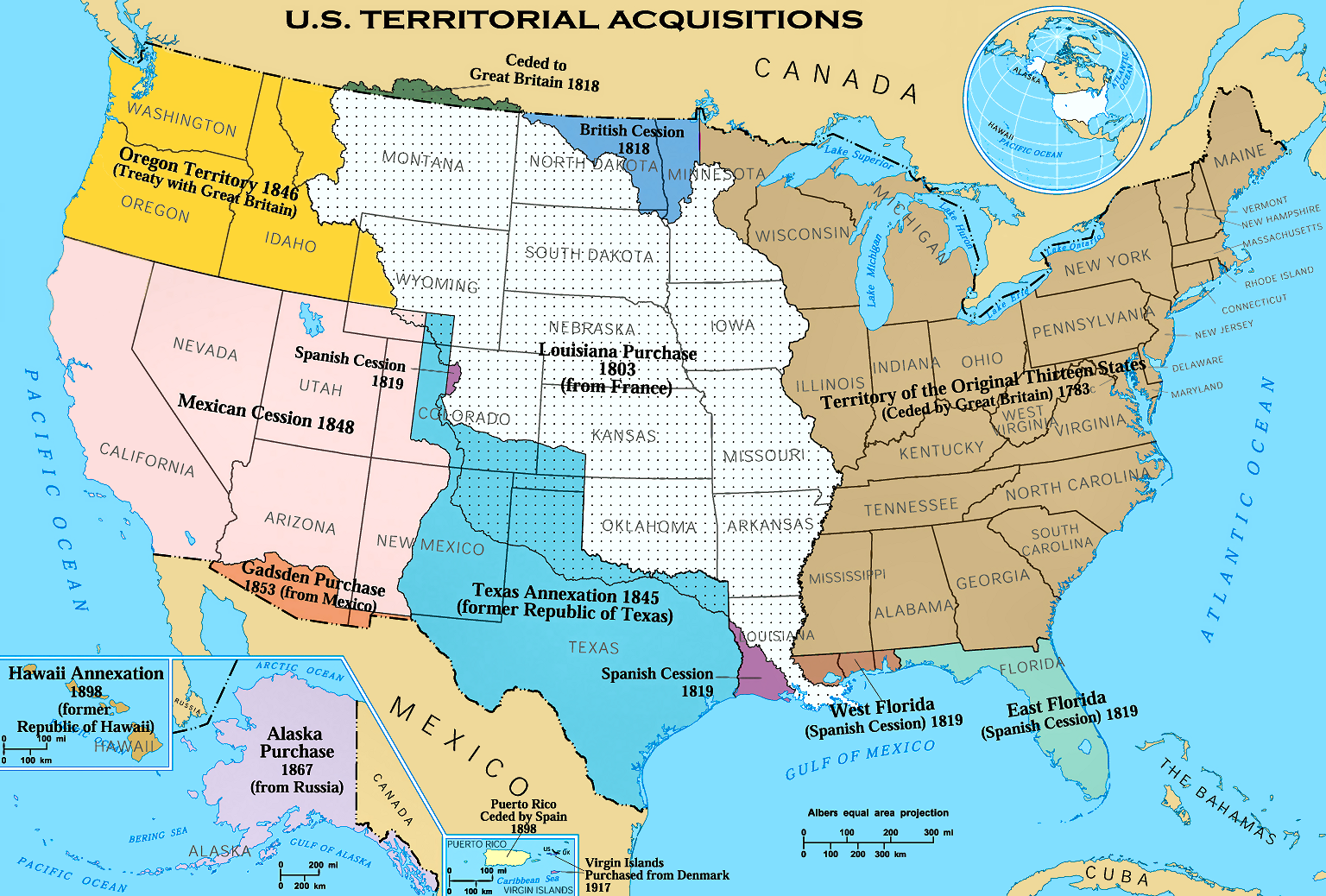
The Louisiana Purchase (wit gemarkeerd), een van de historische territoriale toevoegingen aan de Verenigde Staten

Het concept van een Indianenterritorium is de opvolger van het Britse Indianenreservaat van 1763, een Brits-Amerikaans territorium dat werd opgericht door de Koninklijke Proclamatie van 1763 waarin land werd gereserveerd voor gebruik door de inheemse Amerikaanse stammen. De proclamatie beperkte de vestiging van Europeanen tot land ten oosten van de Appalachen. Het territorium bleef actief tot het Vrede van Parijs dat een einde maakte aan de Amerikaanse Onafhankelijkheidsoorlog en het land werd afgestaan aan de Verenigde Staten. Het Indianenreservaat werd langzaam kleiner via verdragen met de Amerikaanse kolonisten en na de Britse nederlaag in de Onafhankelijkheidsoorlog werd het reservaat genegeerd door Europese Amerikanen, kolonisten die langzaam uitbreidden naar het westen.
Ten tijde van de Amerikaanse Onafhankelijkheidsoorlog hadden veel inheemse Amerikaanse stammen langdurige relaties met de Britten en waren ze loyaal aan het Groot-Brittannië, maar ze hadden een minder ontwikkelde relatie met de Amerikaanse kolonisten.  Na de nederlaag van de Britten in de oorlog vielen de Amerikanen twee keer het Ohio Country binnen en werden twee keer verslagen. Uiteindelijk versloegen ze de Indiaanse Western Confederacy bij de Slag van de Fallen Timbers in 1794 en legden ze het Verdrag van Greenville op, dat het grootste deel van wat nu Ohio is, een deel van het huidige Indiana en de gebieden die het huidige Chicago en Detroit omvatten, aan de United States federale regering overdroeg.
De periode na de Amerikaanse Onafhankelijkheidsoorlog was er een van snelle westerse expansie. De gebieden die bezet werden door inheemse Amerikanen in de Verenigde Staten werden Indian country genoemd. Ze werden onderscheiden van “unorganized territory” omdat de gebieden bij verdrag waren vastgelegd.

### Frans Louisiana
In 1803 stemden de Verenigde Staten ermee in om de aanspraak van Frankrijk op Frans Louisiana te kopen voor in totaal $15 miljoen (minder dan 3 cent per 4046 m²).
President Thomas Jefferson twijfelde aan de wettigheid van de aankoop. Robert R. Livingston, de hoofdonderhandelaar van de aankoop, was echter van mening dat het 3e artikel van het verdrag van de Aankoop van Louisiana aanvaardbaar zou zijn voor het Amerikaans Congres. In het 3e artikel stond onder andere:

de inwoners van het overgedragen gebied zullen worden opgenomen in de Unie van de Verenigde Staten, en zo spoedig mogelijk worden toegelaten, volgens de beginselen van de Federale Grondwet, tot het genot van alle rechten, voordelen en immuniteiten van burgers van de Verenigde Staten; en in de tussentijd zullen zij worden gehandhaafd en beschermd in het vrije genot van hun vrijheid, eigendom, en de religie die zij belijden.
— 8 Stat. at L. 202

.
Dit verplichtte de Amerikaanse regering tot “de uiteindelijke, maar niet tot de onmiddellijke, toelating” van het territorium als meerdere staten, en “stelde haar opname in de Unie uit tot het genoegen van het Congres”.
Na de aankoop van Louisiana in 1803 zagen president Thomas Jefferson en zijn opvolgers veel van het land ten westen van de Mississippi als een plek om de indianen te hervestigen, zodat blanke kolonisten vrij zouden zijn om in het land ten oosten van de rivier te wonen. De wet op het verwijderen van indianen werd het officiële beleid van de regering van de Verenigde Staten met het aannemen van de 1830 Indian Removal Act, geformuleerd door president Andrew Jackson.
Toen Louisiana in 1812 een staat werd, werd het resterende gebied omgedoopt tot Missouriterritorium om verwarring te voorkomen. Arkansasterritorium, dat de huidige staat Arkansas plus een groot deel van de staat Oklahoma omvatte, werd in 1819 gecreëerd uit het zuidelijke deel van Missouriterritorium. Tijdens onderhandelingen met de Choctaw in 1820 voor het Verdrag van Doak's Stand, stond Andrew Jackson meer van Arkansasterritorium aan de Choctaw af dan hij zich realiseerde, van wat nu Oklahoma is tot Arkansas, ten oosten van Fort Smith in Arkansas. De General Survey Act van 1824 maakte een onderzoek mogelijk waarbij de westelijke grens van het Arkansasterritorium 45 mijl ten westen van Ft. Smith werd vastgesteld. Maar dit was een deel van de onderhandelde landerijen van Lovely's Purchase waar de Cherokee, Choctaw, Creek en andere stammen zich hadden gevestigd en deze indianenstammen maakten sterk bezwaar. In 1828 werd bij een nieuw onderzoek de westelijke grens van Arkansas net ten westen van Ft. Smith opnieuw bepaald. Na deze herdefinities zou de “indiaanse zone” de huidige staten Oklahoma, Kansas, Nebraska en een deel van Iowa omvatten. 

### Verhuizing en verdragen
Vóór de Indian Appropriations Act van 1871 was een groot deel van wat indianenterritorium werd genoemd een groot gebied in het centrale deel van de Verenigde Staten waarvan de grenzen waren vastgesteld door verdragen tussen de Amerikaanse regering en verschillende inheemse stammen. Na 1871 behandelde de federale overheid indiaanse stammen door middel van statuten; de Indian Appropriations Act van 1871 stelde ook dat “hierna geen enkele indiaanse natie of stam binnen het grondgebied van de Verenigde Staten zal worden erkend of herkend als een onafhankelijke natie, stam of macht waarmee de Verenigde Staten een verdrag kunnen sluiten: Met dien verstande dat niets van hetgeen hierin is vervat, zal worden uitgelegd als ongeldigmaking of aantasting van de verplichting van enig verdrag dat eerder wettig is gesloten en bekrachtigd met een dergelijke Indiaanse natie of stam”..
De Indian Appropriations Act maakte het ook een federale misdaad om moord, doodslag, verkrachting, geweld met de intentie om te doden, brandstichting, inbraak of diefstal te plegen binnen een territorium van de Verenigde Staten. Het Hooggerechtshof bevestigde de actie in 1886 in United States tegen Kagama, waarin werd bevestigd dat de Amerikaanse overheid volledige macht had over inheemse Amerikaanse stammen binnen haar grenzen met de rationalisatie dat “de macht van de algemene overheid over deze overblijfselen van een ras dat eens zo machtig was ... noodzakelijk is voor hun bescherming evenals voor de veiligheid van degenen onder wie zij wonen”. Hoewel de federale regering van de Verenigde Staten eerder de indiaanse stammen had erkend als semi-onafhankelijk, “heeft zij het recht en de autoriteit, in plaats van hen te besturen door verdragen, hen te besturen door middel van wetten van het Congres, aangezien zij binnen de geografische grenzen van de Verenigde Staten liggen ... De indianen [Native Americans] zijn geen trouw verschuldigd aan een staat waarbinnen hun reservaat kan worden gevestigd, en de staat geeft hen geen bescherming."

### Reducties van gebied

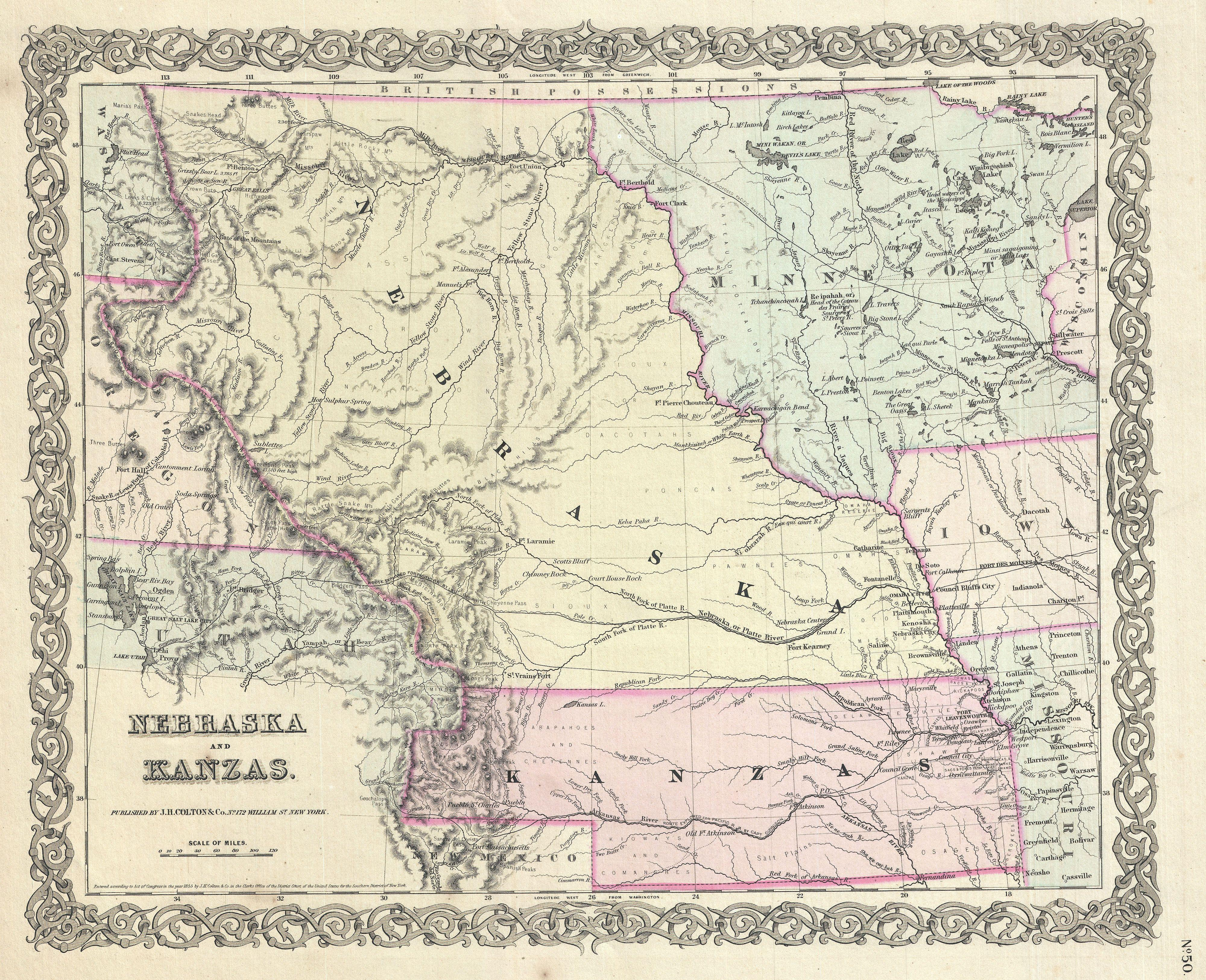
Het Kansas-, Nebraska- en Minnesotaterritorium in 1855

Blanke kolonisten bleven het indiaanse land binnenstromen.  Naarmate de bevolking toenam, konden de kolonisten een petitie indienen bij het Congres voor de oprichting van een territorium. Dit leidde tot een Organic Act, die een driedelige territoriale regering instelde. De gouverneur en de rechterlijke macht werden benoemd door de president van de Verenigde Staten, terwijl de wetgevende macht werd gekozen door burgers die in het territorium woonden. Eén gekozen vertegenwoordiger mocht zitting nemen in het Huis van Afgevaardigden. De federale overheid nam de verantwoordelijkheid voor territoriale zaken. Later konden de inwoners van het territorium toelating als volwaardige staat aanvragen.  Een dergelijke actie werd niet ondernomen voor het zogenaamde Indiaanse Territorium, dus dat gebied werd niet behandeld als wettelijk grondgebied.
De verkleining van het landoppervlak van het Indianenterritorium (of Indian Country, zoals gedefinieerd in de Indian Intercourse Act van 1834), de opvolger van het Missouriterritorium, begon vrijwel onmiddellijk na de oprichting met:
- Wisconsinterritorium gevormd in 1836 uit land ten oosten van de Mississippi en tussen de Mississippi en Missouri rivieren. Wisconsin werd een staat in 1848
  - Iowaterritorium (land tussen de Mississippi en de Missouri) werd in 1838 afgesplitst van Wisconsinterritorium en werd in 1846 een staat.
    - Minnesotaterritorium werd in 1849 afgesplitst van Iowaterritorium en een deel van Minnesotaterritorium werd in 1858 de staat Minnesota.
- Dakotaterritorium werd in 1861 gevormd uit het noordelijke deel van Indian Country en Minnesotaterritorium. De naam verwijst naar de Dakotatak van de Sioux.
  - Noord Dakota en Zuid Dakota werden tegelijkertijd aparte staten in 1889.
  - De huidige staten Montana en Wyoming maakten ook deel uit van het oorspronkelijke Dakotaterritorium.

Indian Country werd teruggebracht tot ongeveer de grenzen van de huidige staat Oklahoma door de Kansas-Nebraska Act van 1854, die Kansasterritorium en Nebraskaterritorium creëerde. 
Kansas werd een staat in 1861 en Nebraska werd een staat in 1867. In 1890 creëerde de Oklahoma Organic Act het Oklahomaterritorium uit het westelijke deel van het indianenterritorium, in afwachting van de toelating om beide op te nemen in de toekomstige staat Oklahoma.
Sommige federale leiders, zoals William Seward, geloofden niet in het recht van indianen om hun aparte stammenregeringen voort te zetten en pleitten ervoor om het gebied open te stellen voor blanke nederzettingen terwijl ze campagne voerden voor Abraham Lincoln in 1860.

### Burgeroorlog en wederopbouw
Aan het begin van de Burgeroorlog, was het indianenterritorium in wezen gereduceerd tot de grenzen van de huidige Amerikaanse staat Oklahoma, en de voornaamste bewoners van het territorium waren leden van de vijf geciviliseerde stammen die waren verplaatst naar het westelijke deel van het territorium op land dat was gehuurd van deze stammen. In 1861 verlieten de Verenigde Staten Fort Washita, waardoor de Chickasaw en Choctaw weerloos werden tegen de Prairiestammen.  Later datzelfde jaar ondertekenden de Geconfedereerde Staten van Amerika een Verdrag met Choctaw en Chickasas. Uiteindelijk ondertekenden de vijf geciviliseerde stammen en andere stammen die naar het gebied waren verhuisd vriendschapsverdragen met de Confederatie.
Tijdens de Burgeroorlog gaf het Congres de Amerikaanse president de bevoegdheid om, als een stam “in een staat van daadwerkelijke vijandigheid jegens de regering van de Verenigde Staten verkeerde... en, door middel van een proclamatie, alle verdragen met deze stam te verklaren als zijnde opgezegd door deze stam”.
Leden van de vijf geciviliseerde stammen en anderen die naar het Oklahomagedeelte van Leden van de vijf geciviliseerde stammen en anderen die naar het Oklahoma-gedeelte van het indianenterritorium waren verhuisd, vochten voornamelijk aan de kant van de Confederatie tijdens de Amerikaanse Burgeroorlog in Indiaans gebied.  Brigadier-generaal Stand Watie, een Confederatiebevelhebber van de Cherokee, werd de laatste Confederatiegeneraal die zich overgaf in de Amerikaanse Burgeroorlog, nabij de gemeenschap van Doaksville op 23 juni 1865. De Reconstructieverdragen die aan het einde van de Burgeroorlog werden ondertekend, veranderden de relatie tussen de stammen en de Amerikaanse overheid ingrijpend.
Het tijdperk van de Reconstructie verliep in indianenterritorium en voor inheemse Amerikanen anders dan in de rest van het land. In 1862 nam het Congres een wet aan die de president toestond om, door middel van een proclamatie, verdragen op te zeggen met Indiaanse volken die partij waren bij de Confederatie (25 USC 72).
Het United States House Committee on Territories (opgericht in 1825) onderzocht de effectiviteit van het beleid van indiaanse verhuizingen, dat na de oorlog als beperkt effectief werd beschouwd. Er werd besloten tot een nieuw beleid van culturele assimilatie.  Om het nieuwe beleid uit te voeren werd de Southern Treaty Commission opgericht door het Congres om nieuwe verdragen te schrijven met de stammen die de kant van de Confederatie kozen.

Het indianenterritorium van na de Burgeroorlog is oranje gearceerd met de voormalige westelijke gebieden die in beslag waren genomen door de federale overheid (het toekomstige Oklahomaterritorium), licht oranje gearceerd, circa 1890. De Panhandle is niet gearceerd omdat het een niemandsland was dat nooit geregeerd werd door een van de vijf stammen die voor de oorlog over het gebied heersten

Na de Burgeroorlog herschreef de Southern Treaty Commission verdragen met stammen die de kant van de Confederatie kozen, waardoor het grondgebied van de vijf geciviliseerde stammen kleiner werd en er land beschikbaar kwam voor hervestiging van de Plains Native Americans en stammen uit het middenwesten. Algemene onderdelen van de vervangende verdragen die in 1866 werden ondertekend, zijn:
- Afschaffing van slavernij
- Amnestie voor het kiezen van de kant van de Geconfedereerde Staten van Amerika
- Instemming met wetgeving die het Congres en de President “nodig achten voor een betere rechtsbedeling en de bescherming van de rechten van personen en eigendommen binnen het indiaanse grondgebied”.
- Dat de stammen doorgangsrechten verlenen voor spoorwegen die zijn goedgekeurd door het Congres; Een “eerste eigendomsakte” voor afwisselende stukken land grenzend aan spoorwegen zou worden verleend aan de spoorwegen na voltooiing van elk stuk spoor van 20 mijl en waterstations.
- Dat binnen elk graafschap een kwart sectie land in trust wordt gehouden voor de vestiging van zetels van justitie aldaar, en ook zoveel kwart secties als de genoemde wetgevende raden geschikt achten voor de permanente begiftiging van scholen.
- Bepaling dat elke man, vrouw en kind 160 acres land krijgt toegewezen. Het toewijzingsbeleid werd later op nationale basis gecodificeerd door de aanname van de Dawes Act, ook wel General Allotment Act of Dawes Severalty Act van 1887 genoemd.
- Dat een land patent, of “first-title deed” wordt uitgegeven als bewijs van toewijzing, “uitgegeven door de president van de Verenigde Staten, en medeondertekend door de chief executive officer van de natie waarin het land ligt”.
- Dat verdragen en delen van verdragen die niet in overeenstemming zijn met de vervangende verdragen nietig zijn.

Een onderdeel van assimilatie zou de verdeling van gemeenschappelijk bezit van de stam aan individuele leden van de stam zijn.
Het Medicine Lodge Treaty is de algemene naam van drie verdragen die werden ondertekend in Medicine Lodge tussen de Amerikaanse overheid en zuidelijke indiaanse stammen van de Great Plains die uiteindelijk zouden gaan wonen in het westelijke deel van het Indianenterritorium (uiteindelijk Oklahomaterritorium). Het eerste verdrag werd op 21 oktober 1867 ondertekend met de Kiowa en Comanche.
Het tweede, met de Kiowa-Apache, werd op dezelfde dag ondertekend. Het derde verdrag werd ondertekend met de Zuidelijke Cheyenne en Arapaho op 28 oktober.
Een ander onderdeel van assimilatie was homesteading. De Homestead Act van 1862 werd door president Abraham Lincoln ondertekend. De wet gaf een aanvrager eigendom op een gebied dat een “homestead” werd genoemd - meestal 160 acres (65 hectare of een vierde deel van onontwikkeld federaal land. Binnen het Indianenterritorium werd, toen land werd onttrokken aan gemeenschappelijk stambezit, een landpatent (of akte van eerste eigendom) gegeven aan stamleden. Het resterende land werd verkocht op basis van wie het eerst kwam, waarbij kolonisten ook een akte van het landpatenttype ontvingen. Voor deze nu voormalige indiaanse landerijen verdeelde het General Land Office van de Verenigde Staten de verkoopgelden onder de verschillende inheemse stammen, volgens vooraf overeengekomen voorwaarden.
Het was in 1866, tijdens verdragsonderhandelingen met de federale overheid over het gebruik van het land, dat het opperhoofd van de Choctaw Kiliahote voorstelde om het indianenterritorium de naam Oklahoma te geven, wat is afgeleid van de Choctawuitdrukking okla, 'mensen', en humma, vertaald als 'rood'. Hij stelde zich een volledig Amerikaanse Indiaanse staat voor, bestuurd door de stammen en onder toezicht van het Amerikaanse Superintendent of Indian Affairs. Oklahoma werd later de de facto naam voor Oklahomaterritorium en werd officieel goedgekeurd in 1890, twee jaar nadat dat gebied was opengesteld voor blanke kolonisten.

### Oklahomaterritorium, einde van territoria na het ontstaan van de staat
De Oklahoma Organic Act van 1890 creëerde een georganiseerd Oklahomaterritorium van de Verenigde Staten, met de bedoeling om de Oklahoma en indiaanse gebieden te combineren tot één staat Oklahoma. De inwoners van het indianenterritorium probeerden in 1905 toelating te krijgen tot de unie als de Staat Sequoyah, maar werden afgewezen door het Congres en een regering die geen twee nieuwe westelijke staten wilde, Sequoyah en Oklahoma. Theodore Roosevelt stelde toen een compromis voor om beide territoria samen te voegen tot één staat.  Dit resulteerde in de Oklahoma Enabling Act, die president Roosevelt op 16 juni 1906 ondertekende. Het gaf de inwoners van de territoria de bevoegdheid om afgevaardigden te kiezen voor een constitutionele conventie van de staat en om vervolgens als één staat te worden toegelaten tot de unie. Burgers verenigden zich toen om te streven naar toelating van een enkele staat tot de Unie. 
Met het ontstaan van de staat Oklahoma in november 1907 werd het Indianenterritorium feitelijk opgeheven. In 2020 zorgde het Hooggerechtshof van de Verenigde Staten echter voor een herziening van de inheemse gebieden door middel van zijn beslissing in.  Vervolgens bleek dat bijna de hele oostelijke helft van Oklahoma Indian country was gebleven.

## Stammen

### Inheemse stammen in Oklahoma

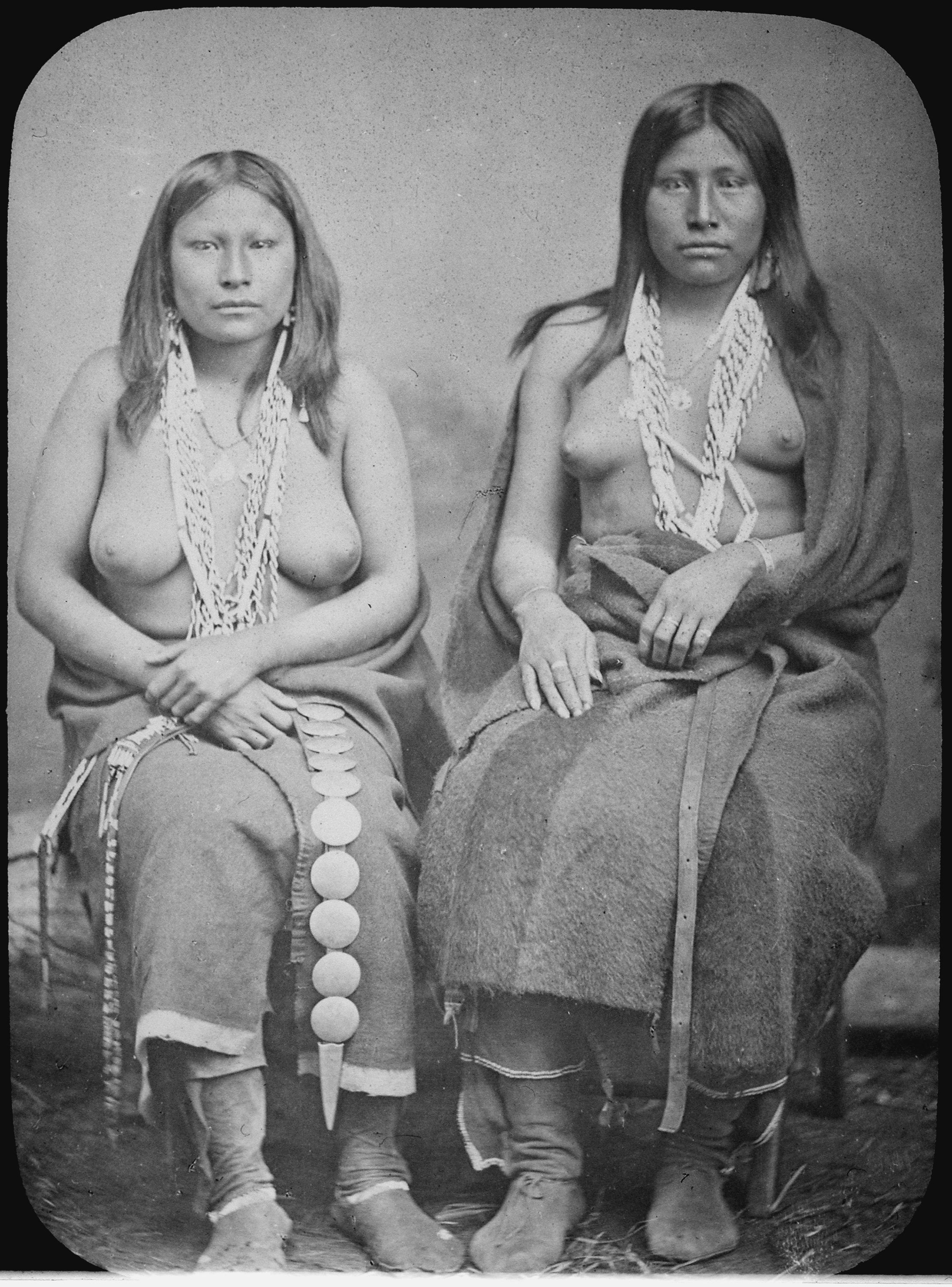
Twee vrouwelijke Wichita in zomerjurk in 1870

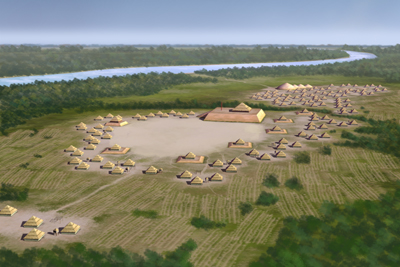
Spiro Mounds

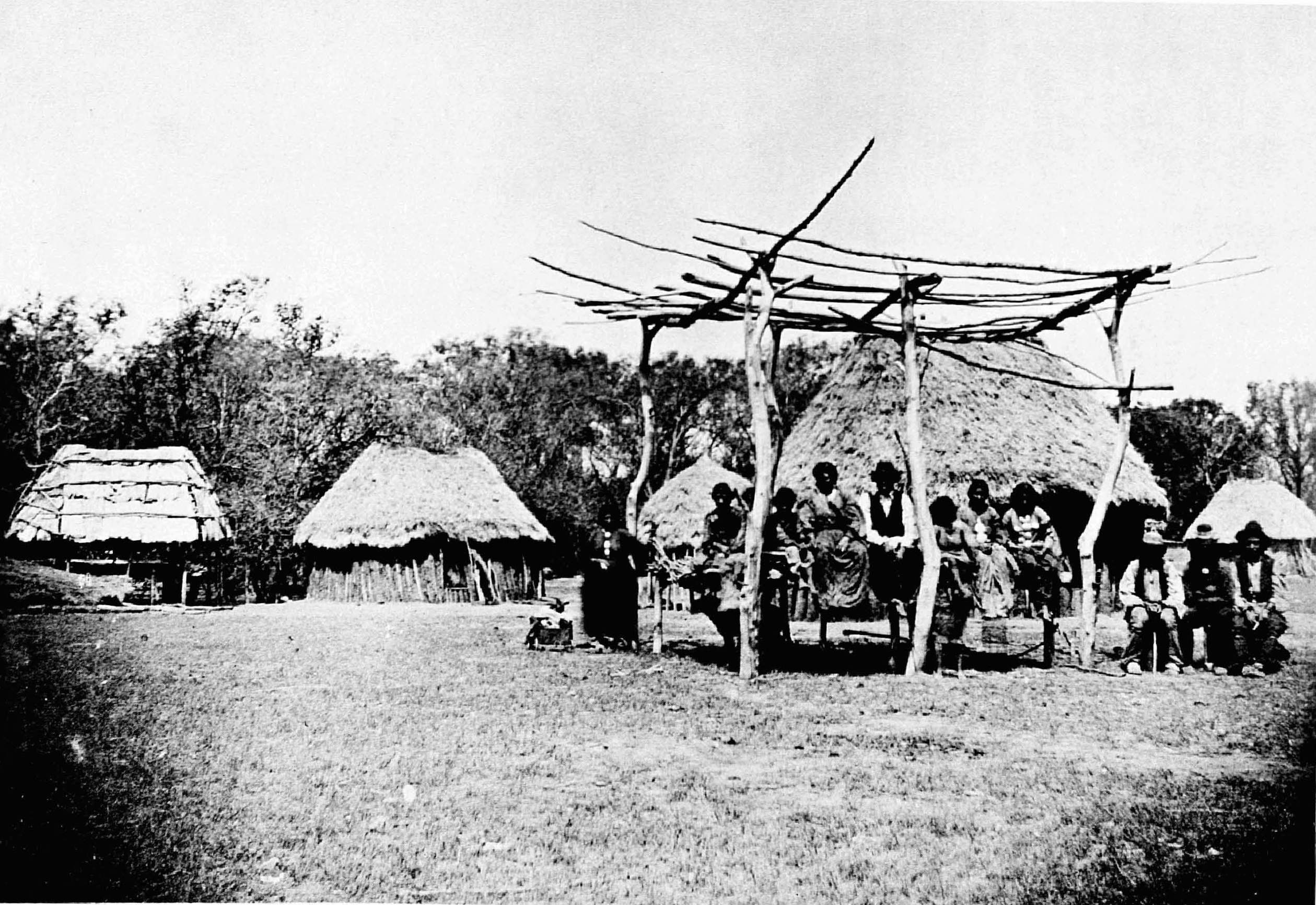
Een Caddo dorp bij Anadarko, Oklahoma in de jaren 1870

Indianenterritorium markeert de samenvloeiing van de Southern Plains en Southeastern Woodlands culturele regio's. De westelijke regio maakt deel uit van de Great Plains en is onderhevig aan lange perioden van droogte en harde wind. In het oosten ligt het Ozark Plateau in een vochtig subtropisch klimaat. Tot de inheemse stammen in de huidige staat Oklahoma behoren zowel agrarische als jager-verzamelaar stammen. De komst van paarden met de Spanjaarden in de 16e eeuw luidde het paardencultuurtijdperk in, toen stammen een nomadische levensstijl konden aannemen en de overvloedige Amerikaanse bizon kuddes konden volgen.
De Southern Plains villagers, een archeologische cultuur die bloeide van 800 tot 1500 na Christus, leefden in semi-sedentaire dorpen in het hele westelijke deel van het indianenterritorium, waar ze maïs verbouwden en op bizons jaagden. Zij zijn waarschijnlijk de voorouders van de Wichita en de bij hen aangesloten stammen. De voorouders van de Wichita wonen al minstens 2000 jaar op de oostelijke Grote Vlakten van de Rode Rivier ten noorden tot aan Nebraska. De vroege Wichita waren jagers en verzamelaars die geleidelijk overgingen op landbouw. Rond 900 na Christus begonnen boerendorpen te verschijnen op terrassen boven de Washita en Canadese rivier in Oklahoma.
Lidstammen van de Caddoconfederatie woonden in het oostelijke deel van het indianenterritorium en zijn voorouders van de Caddo. Het Caddovolk spreekt een Caddoaanse taal en is een confederatie van verschillende stammen die van oudsher een groot deel bewoonden van wat nu Oost-Texas, Noord Louisiana, en delen van het zuiden van Arkansas en Oklahoma is. In een verdrag uit 1835  gemaakt in het agentschap-huis in de Caddonatie en de staat Louisiana, verkocht de Caddonatie hun inheemse land aan de VS. In 1846 ondertekenden de Caddo, samen met verschillende andere stammen, een verdrag dat de Caddo tot een protectoraat van de VS maakte en een raamwerk oprichtte voor een rechtssysteem tussen de Caddo en de VS. Het hoofdkwartier van de stam bevindt zich in Binger.
Wichita en Caddo spraken allebei Caddoaanse talen, net als het Kichai, dat ook inheems was in wat nu Oklahoma is. De Wichita (en andere stammen) tekenden in 1835 een vriendschapsverdrag met de VS. Het hoofdkwartier van de stam staat in Anadarko.
In de 18e eeuw, voorafgaand aan Verwijdering van de indianen door de Amerikaanse federale overheid, kwamen de Kiowa, Apache en Comanche vanuit het westen het indianenterritorium binnen en de Quapaw en Osage vanuit het oosten. Tijdens de indiaanse verhuizing in de 19e eeuw ontvingen extra stammen hun land ofwel door een verdrag via een landtoelage van de federale overheid of ze kochten het land.

### Stammen van de Southeastern Woodlands

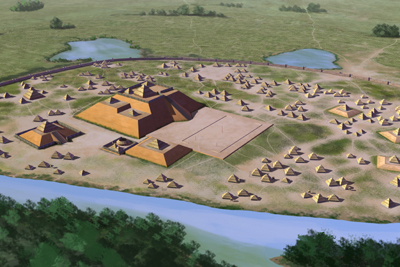
De Mississippian cultuur was een heuvelbouwende indiaanse cultuur die floreerde in Noord-Amerika voor de komst van de Europeanen

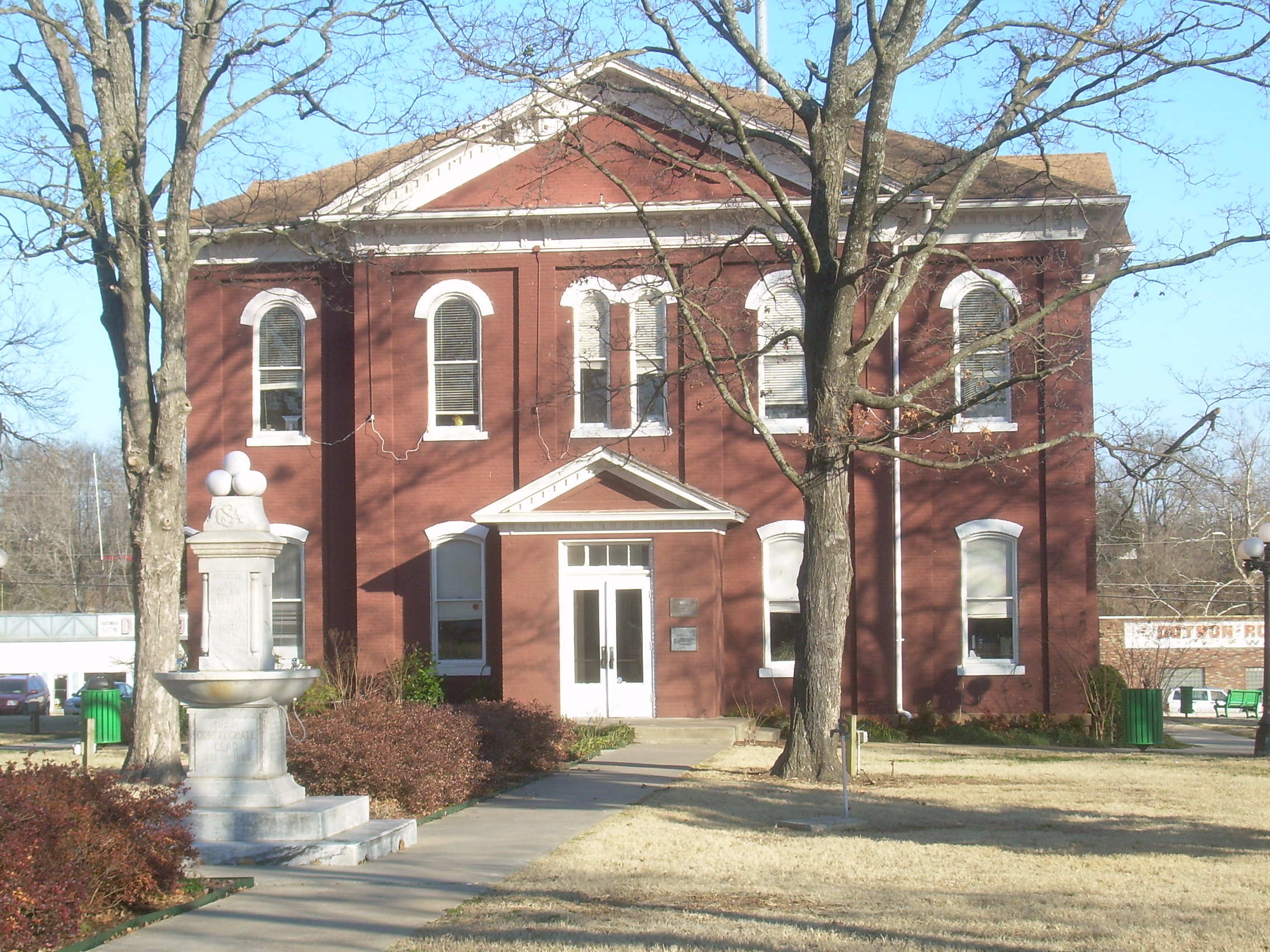
Cherokee National Capitol in Tahlequah, Oklahoma, gebouwd in 1849, het oudste nog bestaande openbare gebouw in Oklahoma

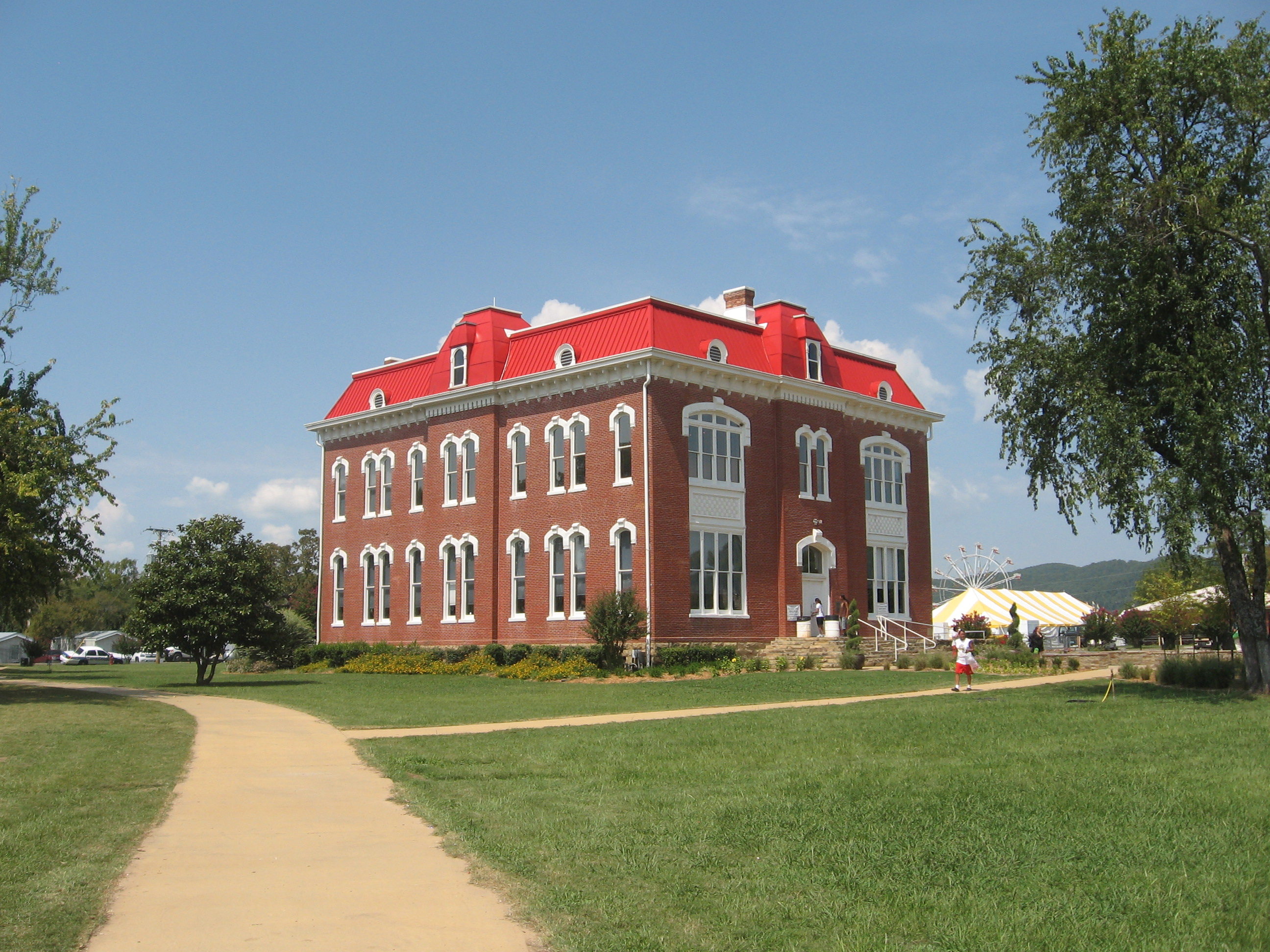
Het historische Choctaw Capitool van Tuskahoma, Oklahoma, gebouwd in 1884

Veel van de stammen die gedwongen werden verplaatst naar Indian Territory waren afkomstig uit Zuidoostelijke Verenigde Staten, waaronder de zogenaamde Vijf Beschaafde Stammen of Cherokee, Chickasaw, Choctaw, Muscogee Creeks en Seminole, maar ook de Natchez, Yuchi, Alabama, Koasati en Caddo.
Tussen 1814 en 1840 hadden de vijf geciviliseerde stammen geleidelijk het grootste deel van hun land in het zuidoostelijke deel van de VS afgestaan door middel van een reeks verdragen. Het zuidelijke deel van Indiaans land (wat uiteindelijk de staat Oklahoma werd) diende als bestemming voor het beleid van verwijdering van de indianen, een beleid dat met tussenpozen werd nagestreefd door Amerikaanse presidenten aan het begin van de 19e eeuw, maar dat agressief werd nagestreefd door president Andrew Jackson na de goedkeuring van de Indian Removal Act van 1830. De Vijf Beschaafde Stammen in de Zuidelijke Verenigde Staten waren de meest prominente stammen die door het beleid werden verdreven, een verplaatsing die bekend werd als de Trail of Tears tijdens de Choctawverhuizingen die in 1831 begonnen. Het pad eindigde in wat nu Arkansas en Oklahoma is, waar al veel Indianen in het gebied woonden, maar ook blanken en ontsnapte slaven. Andere stammen, zoals de Delaware, Cheyenne en Apache werden ook gedwongen om naar het indianenterritorium te verhuizen.
De vijf geciviliseerde stammen vestigden stamhoofdsteden in de volgende steden:
- Cherokee: Tahlequah
- Chickasaw: Tishomingo (later verplaatst naar Ada)
- Choctaw: Tuskahoma (later verhuisd naar Durant)
- Creek: Okmulgee.
- Seminole: Wewoka.

Deze stammen stichtten steden zoals Tulsa, Ardmore, Muskogee, die enkele van de grotere steden in de staat werden. Ze brachten ook hun Afrikaanse slaven mee naar Oklahoma, wat bijdroeg aan de Afrikaans-Amerikaanse bevolking in de staat.
- Vanaf 1783 ondertekenden de Choctaw een reeks verdragen met de Amerikanen. Het Verdrag van Dancing Rabbit Creek was het eerste verwijderingsverdrag dat van kracht werd onder de Indiaanse Verhuiswet, waarbij land in de toekomstige staat Mississippi werd afgestaan in ruil voor land in de toekomstige staat Oklahoma, wat resulteerde in de Choctaw Trail of Tears.
- De Creek begon het proces van verhuizing met het Verdrag van Fort Jackson van 1814 en het 1826 Verdrag van Washington. Het Verdrag van Cusseta van 1832 stond alle Creek-claims ten oosten van de Mississippi af aan de Verenigde Staten.
- Het Verdrag van New Echota van 1835 stelde voorwaarden waaronder de  Cherokee haar grondgebied in het zuidoosten moest afstaan en naar het indianenterritorium moest verhuizen. Hoewel het verdrag niet werd goedgekeurd door de Cherokee National Council, werd het wel geratificeerd door de Amerikaanse senaat en resulteerde het in de Cherokee Trail of Tears.
- De Chickasaw ontving geen landtoelagen in ruil voor het opgeven van inheemse landrechten, maar een financiële compensatie. De stam bedong een betaling van $3 miljoen voor hun inheemse land, die 30 jaar lang niet volledig werd betaald door de VS. In 1836 stemden de Chickasaw ermee in om land te kopen van de eerder verwijderde Choctaws voor $ 530.000.[29]
- De Seminole, oorspronkelijk afkomstig uit de huidige staat Florida, ondertekenden het Verdrag van Payne's Landing in 1832 als reactie op de Indian Removal Act van 1830, die de stammen dwong te verhuizen naar Indian Territory in het huidige Oklahoma. In oktober 1832 arriveerde een delegatie in het ndianenterritoium en overlegde met de Creek die al naar het gebied was verhuisd. In 1833 werd er een overeenkomst getekend in Fort Gibson (aan de Arkansas net ten oosten van Muskogee, Oklahoma), waarbij het gebied in het westelijke deel van de Creek Nation werd geaccepteerd. De opperhoofden in Florida gingen echter niet akkoord met de overeenkomst. Ondanks de onenigheid werd het verdrag in april 1834 geratificeerd door de Amerikaanse Senaat.

### Stammen van de Grote Meren en van de Noordelijke Boslanden

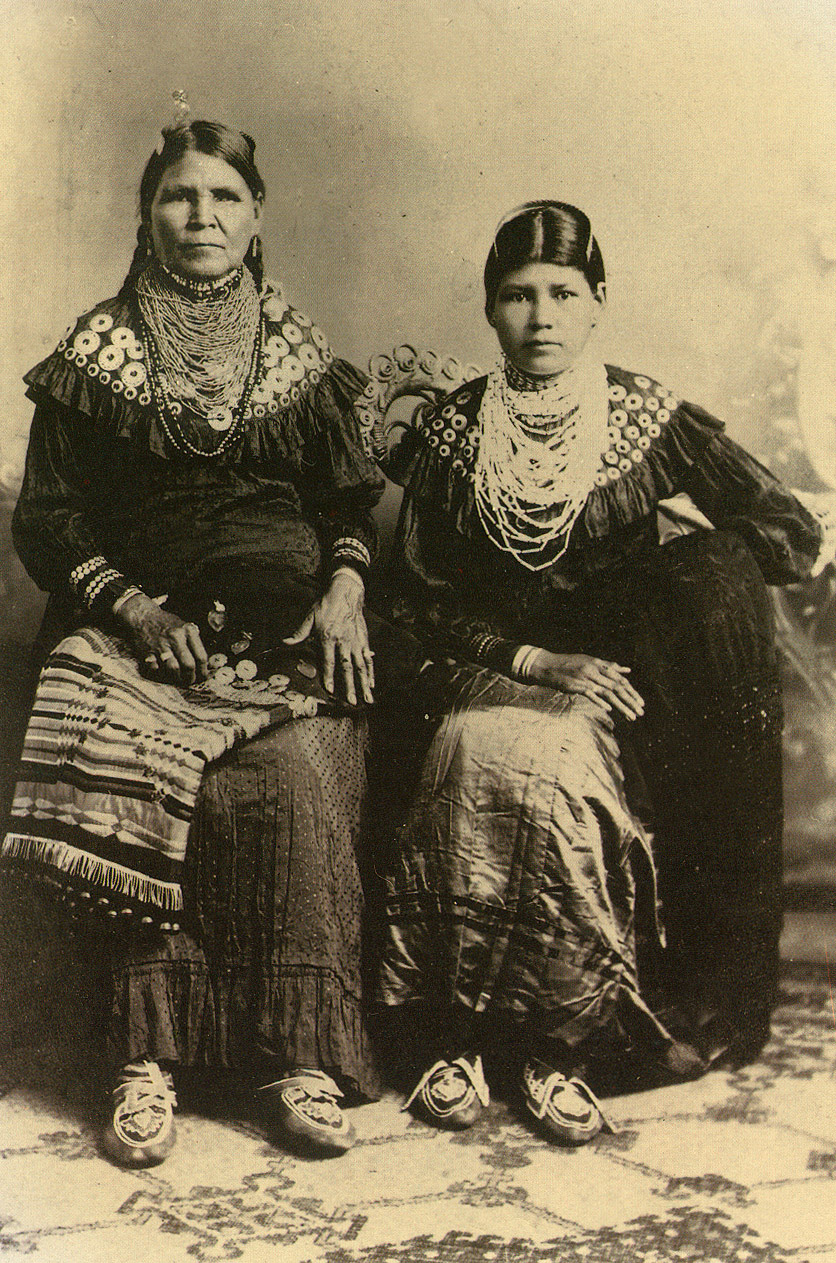
Jennie Bobb (links) en haar dochter Nellie Longhat (rechts), beiden lid van de Delaware in Oklahoma in 1915

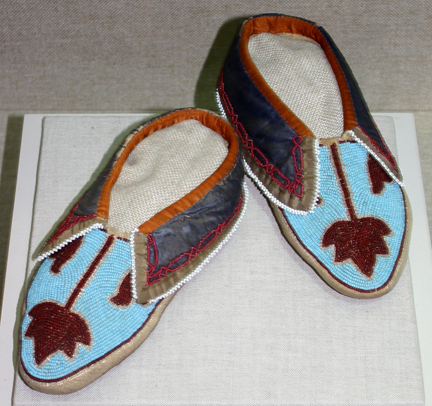
Mocassins gekraald door de Peoria rond 1860, ondergebracht in het Oklahoma History Center

De Confederatie van de Westelijke Meren was een losse confederatie van stammen rond het Grote Merengebied, georganiseerd na de Amerikaanse Revolutionaire Oorlog om zich te verzetten tegen de uitbreiding van de Verenigde Staten naar het Noordwestterritorium.  Leden van de confederatie werden uiteindelijk verplaatst naar het huidige Oklahoma, waaronder de Shawnee, Delaware, ook wel Lenape genoemd, Miami, en Kickapoo.
Het gebied van Pottawatomie County werd gebruikt om de Iowa, Sac and Fox, Absentee Shawnee, Potawatomi, en Kickapoo stammen te hervestigen.
De Raad van Drie Vuren is een alliantie van de Ojibwe, Odawa en Potawatomistammen. In het Tweede Verdrag van Prairie du Chien in 1829 stonden de stammen van de Raad van Drie Vuren hun land in Illinois, Michigan en Wisconsin af aan de Verenigde Staten. Het Verdrag van Chicago van 1833 dwong de leden van de Raad van Drie Vuren om eerst naar het huidige Iowa te verhuizen, vervolgens naar Kansas en Nebraska en uiteindelijk naar Oklahoma.
De Illinois Potawatomi verhuisden naar het huidige Nebraska en de Indiana Potawatomi verhuisden naar het huidige Osawatomie, een gebeurtenis die bekend staat als de Potawatomi Trail of Death. De groep die zich in Nebraska vestigde, paste zich aan de indiaanse cultuur van de Vlakten aan, maar de groep die zich in Kansas vestigde, bleef vasthouden aan hun cultuur van de bossen. In 1867 onderhandelde een deel van de groep uit Kansas over het “Verdrag van Washington met de Potawatomi” waarin de Kansas Prairie Band Potawatomi Nation werd opgesplitst en een deel van hun land in Kansas werd verkocht. Ze kochten land in de buurt van het huidige Shawnee en werden de Citizen Potawatomi Nation. 
De Odawa-stam kocht eerst land in de buurt van Ottawa en verbleef daar tot 1867, toen ze hun land in Kansas verkochten en land kochten in een gebied dat werd beheerd door de Quapaw Indian Agency in Ottawa County, Oklahoma en de Ottawa werden.
De Peoria, oorspronkelijk afkomstig uit het zuiden van Illinois, trok zuidwaarts naar Missouri en vervolgens naar Kansas, waar ze zich aansloten bij de Piankashaw, Kaskaskia en Wea . Onder de bepalingen van het Omnibus Verdrag van 1867 verlieten deze geconfedereerde stammen en de Miami stam Kansas voor het indianenterritorium op land dat gekocht was van de Quapaw.

#### Irokezenconfederatie
De Irokezenconfederatie was een verbond van stammen, oorspronkelijk uit het gebied Upstate New York bestaande uit de Senecastam, Cayuga, Onondaga, Oneida, Mohawk, en, later, Tuscarora. In het tijdperk vóór de Amerikaanse Revolutionaire Oorlog breidde hun confederatie zich uit naar gebieden in het noorden van Kentucky en Virginia. Alle leden van de Confederatie, behalve de Oneida en Tuscarora, sloten zich aan bij het Britse rijk tijdens de Revolutionaire Oorlog en werden gedwongen hun land af te staan na de oorlog. De meesten verhuisden naar Canada na het Verdrag van Canandaigua in 1794, hoewel sommigen in de staat New York bleven en sommigen naar Ohio verhuisden, waar ze zich bij de Shawnee voegden.
De Verdragen van Buffalo Creek van 1838 en 1842 waren verdragen met Indianen uit New York, zoals de Seneca, Mohawk, Cayuga en de Oneida, die betrekking hadden op de verkoop van land van stamreservaten in het kader van het Amerikaans-indiaanse verhuisprogramma, waarbij men van plan was om de meeste oostelijke stammen naar het indianenterritorium te verhuizen. In eerste instantie werden de stammen verplaatst naar de huidige staat Kansas, en later naar Oklahoma op land dat werd beheerd door de Quapaw Indian Agency.

### Plains Indians

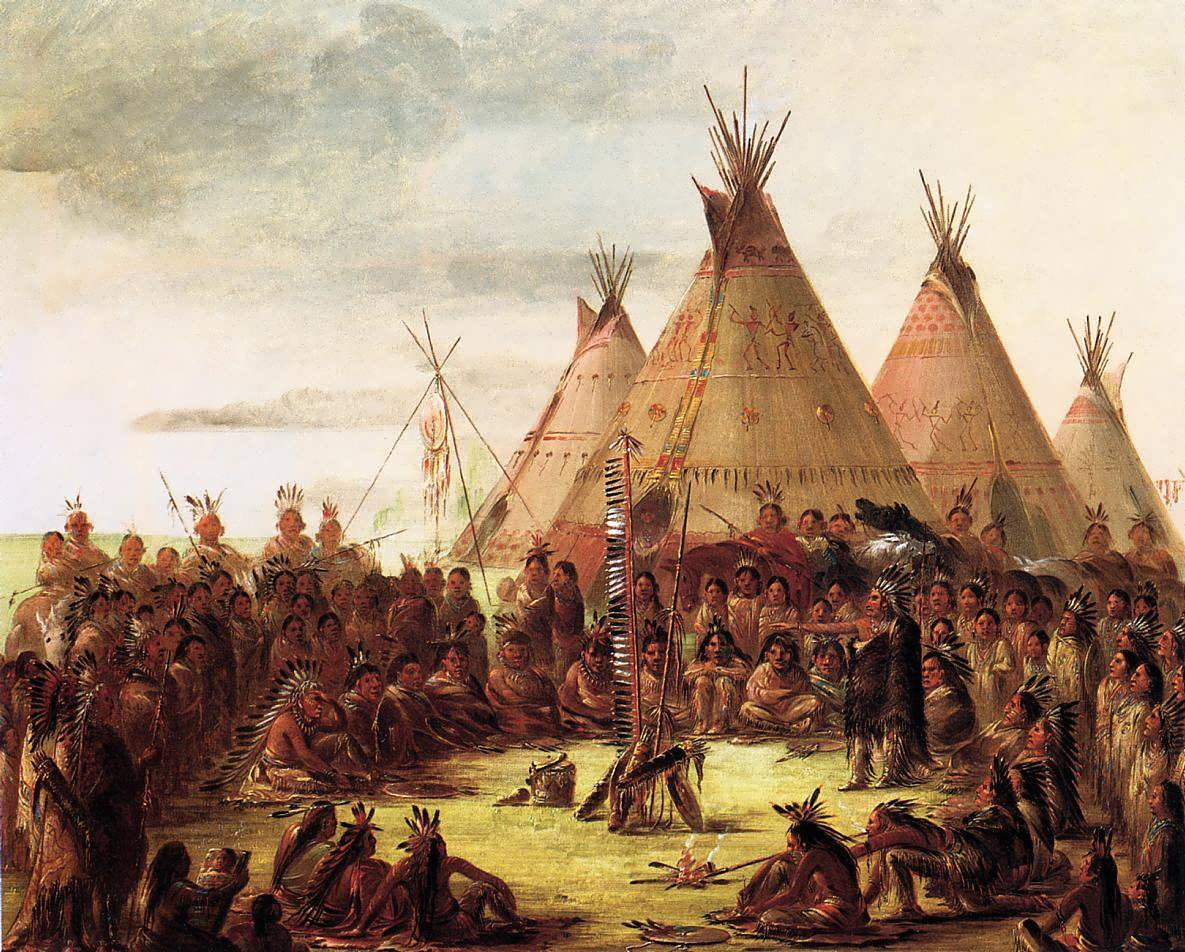
Tipis geschilderd door George Catlin, circa 1830

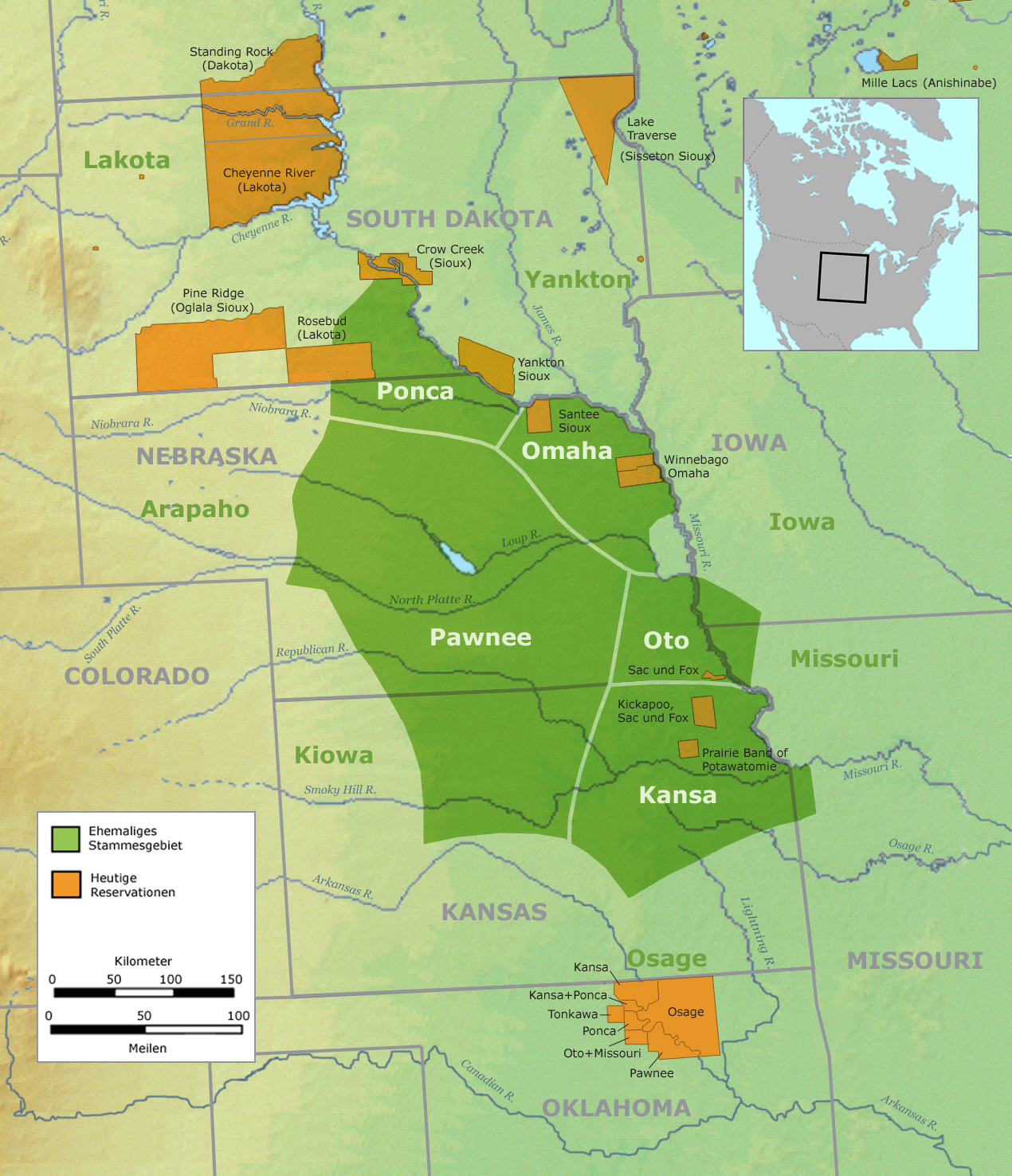
Prairie-indianen ten tijde van Europees contact en hun huidige thuislanden

Western Indian Territory maakt deel uit van de Southern Plains en is het voorouderlijke thuisland van de Wichita, een Plains stam. Andere Prairie-indianen betraden het indidanenterritorium tijdens het tijdperk van de paardencultuur. Vóór de introductie van het paard waren sommige indianenstammen van de vlakten agrarisch en andere waren jager-verzamelaars. Sommige stammen gebruikten de hond als trekdier om kleine travois (of sleeën) voort te trekken om zich van de ene plaats naar de andere te verplaatsen; maar tegen de 18e eeuw namen veel stammen van de zuidelijke Vlakten de paardencultuur over en werden ze nomadisch. De tipi, een hut van dierenhuid, werd door de indianen van de Vlakten gebruikt als woning omdat ze draagbaar waren en snel weer opgebouwd konden worden als de stam zich in een nieuw gebied vestigde voor de jacht of ceremonies.
De Arapaho hadden historisch gezien de Cheyenne en Lakota geholpen bij het verdrijven van de Kiowa en Comanche naar het zuiden van de Noordelijke Vlakten, hun jachtgebied strekte zich uit van Montana tot Texas. De Kiowa en Comanche beheersten een uitgestrekt gebied van de Arkansas River tot de Brazos River. Tegen 1840 hadden veel Prairiestammen vrede met elkaar gesloten en ontwikkelden ze Plains Indian Sign Language als communicatiemiddel met hun bondgenoten.
- De Kaw spreken een van de Siouxtalen en kwamen oorspronkelijk uit het gebied Kansas; de naam Kansas is afgeleid van de naam van de stam. De Kaw zijn nauw verwant aan de Osage en de Ponca, die zich voor het eerst in Nebraska vestigden en van dezelfde stam waren voordat ze halverwege de 17e eeuw uit de Ohio vallei migreerden. Op 4 juni 1873 verhuisden de Kaw uit Kansas naar een gebied dat later Kay County zou worden. Het hoofdkwartier van de stam is in Kaw City.
- De Ponca spreken een van de Siouxtalen en zijn nauw verwant aan de Osage en Kaw. De Ponca hebben nooit oorlog gevoerd met de Verenigde Staten en ondertekenden het eerste vredesverdrag in 1817.[33] In 1858 ondertekenden de Ponca een verdrag, waarbij ze een deel van hun land afstonden aan de Verenigde Staten in ruil voor lijfrentes, betaling van $1. 25 per acre van kolonisten, bescherming tegen vijandige stammen en een permanent reservaathuis aan de Niobrara bij de samenvloeiing met de Missouri.[34] In het V.S.-verdrag van 1868 met de Sioux van Fort Laroux werd een deel van hun land overgedragen aan de Verenigde Staten. De V.S. nam per abuis Ponca-gebieden in het huidige Nebraska op in het Great Sioux Reservation van het huidige South Dakota. Conflicten tussen de Ponca en de Sioux/Lakota, die nu volgens de Amerikaanse wet aanspraak maakten op het land als hun eigen land, dwongen de VS om de Ponca in 1877 van hun eigen voorouderlijke land te verwijderen naar het indianenterritorium, delen van de huidige Kay en Noble County in Oklahoma. Het land bleek niet erg geschikt voor landbouw en veel stamleden verhuisden terug naar Nebraska. In 1881 gaven de Verenigde Staten een gebied van Knox County terug aan de Ponca en ongeveer de helft van de stam verhuisde terug naar het noorden vanuit Indian Territory. Tegenwoordig hebben de Ponca hun hoofdkwartier in Ponca City.
- De Otoe-Missouria-stam spreekt een van de Siouxtalen en splitste zich voor het Europese contact af van de Ho-Chunk in Wisconsin. De  Otoe en Missouria indianen, bevinden zich in een deel van Noble County, Oklahoma met stamkantoren in Red Rock. Beide stammen kwamen oorspronkelijk uit het gebied van de Grote Meren en hadden zich in de 16e eeuw gevestigd bij de Missouri en Grand River (Missouri) in Missouri.

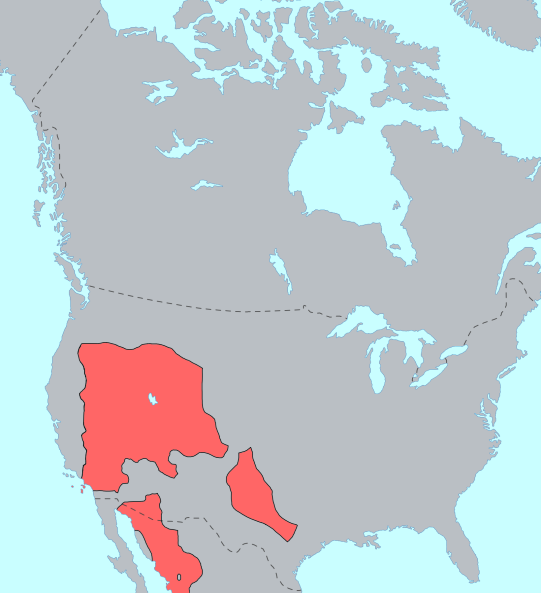
Noordelijke Uto-Azteekse talen vóór de Europese nederzettingen

* De Cheyenne en Arapaho van Oklahoma zijn een verenigde stam van de Zuidelijke Arapaho en de Zuidelijke Cheyenne, met hoofdkwartier in Concho (een landelijke buitenwijk van Oklahoma City. De Cheyenne waren oorspronkelijk een agrarisch volk in het huidige Minnesota en spreken een Algonquian taal. In 1877, na de Slag bij de Little Bighorn in het huidige Montana, werd een groep Cheyenne begeleid naar het indianenterritorium (het huidige Oklahoma). Ze waren echter niet gewend aan het droge hitteklimaat en het voedsel was onvoldoende en van slechte kwaliteit. Een groep Cheyenne verliet het territorium zonder toestemming. Uiteindelijk gaf het leger de pogingen op om de Northern Cheyenne terug te brengen naar Oklahoma en werd er een Northern Cheyenne reservaat opgericht in Montana. De Arapaho kwamen uit het huidige Saskatchewan, Montana en Wyoming gebied en spreken een Algonquian taal. De Comanche leefden in de bovenloop van de Platte in Wyoming en splitsten zich aan het eind van de 17e eeuw af van de Shoshone. Ze spreken een Numische taal van de Uto-Azteekse talen. Als nomadenvolk hebben de Comanche nooit het politieke idee ontwikkeld om een enkele natie of stam te vormen, in plaats daarvan bestonden ze als meerdere autonome stammen. De Comanche (en andere stammen) tekenden een vriendschapsverdrag met de VS in 1835.

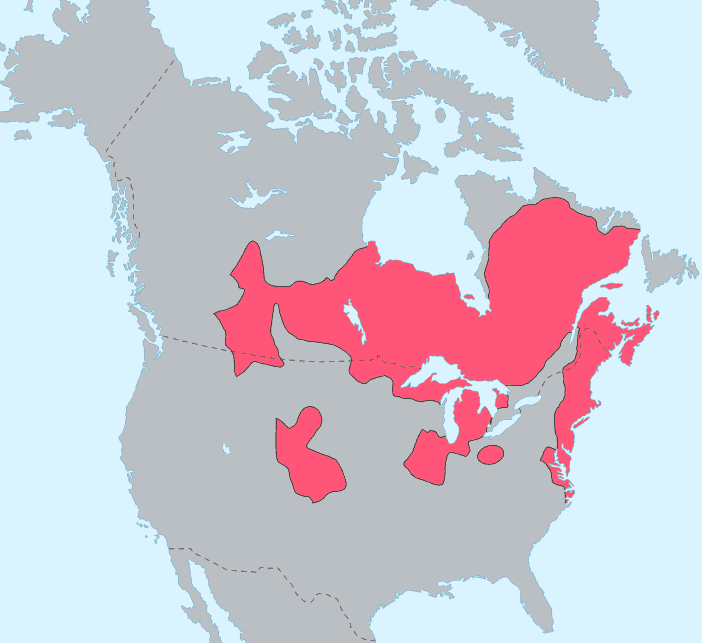
Algonquian languages vóór de Europese nederzettingen

Het vriendschapsverdrag tussen de V.S. en de Comanche en Witchetaw naties, en Cherokee Muscogee, Choctaw, Osage, Seneca en Quapaw en stelde een kader vast voor een rechtssysteem onder toezicht van de V.S. Het werd ondertekend aan de oostelijke grens van de Grand Prairie, vlakbij de Canadese rivier, in de Muscogeenatie. In 1846 werd een aanvullend verdrag getekend. In 1875 gaf de laatste vrije groep van Comanches, onder leiding van Quanah Parker, zich over en verhuisde naar het Fort Sill-reservaat in Oklahoma. De Comanche hebben hun hoofdkwartier in Lawton. 
De Pawnee spreken een Caddoan taal. Oorspronkelijk uit het gebied rond Omaha. In de 16e eeuw had Francisco Vásquez de Coronado een ontmoeting met een Pawnee opperhoofd. In de jaren 1830 werd de stam gedecimeerd door blootstelling aan besmettelijke ziekten zoals mazelen, pokken en cholera. Het Verdrag van 1857 met de Pawnee, beperkte hun verspreidingsgebied tot een gebied rond Nance County. In 1874 werd de stam verplaatst naar land in de Cherokee Outlet in het Oklahomaterritorium, in Pawnee County. Het hoofdkwartier van de stam bevindt zich in Pawnee.* De Tonkawa spreken een geïsoleerde taal, dat wil zeggen een taal zonder bekende verwante talen. De Tonkawa schijnen in de 15e eeuw in het noordoosten van Oklahoma gewoond te hebben. Maar in de 18e eeuw hadden de Apache van de Vlakten de Tonkawa naar het zuiden verdreven, naar wat nu zuidelijk Texas is. Nadat Texas als staat was toegelaten, tekenden de Tonkawa in 1846 het verdrag met de Comanche en andere stammen in Council Springs, Texas.
Nadat ze de kant van de Confederatie kozen en als verkenners optraden voor de Texas Rangers, doodde de Tonkawa Massacre, die plaatsvond in de buurt van Lawton, Oklahoma, ongeveer de helft van de stam. In 1891 werden de Tonkawa volkstuinen aangeboden in de Cherokee Outlet nabij het huidige Tonkawa.
- De Kiowa kwamen oorspronkelijk uit het gebied van Glacier National Park en spreken een Kiowa-Tano taal. In de 18e eeuw trokken de Kiowa en de Apache van de Grote Vlakten naar de vlakten die grenzen aan de Arkansas in Colorado en Kansas en de Red River van de Texas Panhandle en Oklahoma. In 1837 tekenden de Kiowa (en andere stammen) een vriendschapsverdrag met de VS dat een raamwerk oprichtte voor een rechtssysteem dat door de V.S. werd beheerd. Het voorzag in handel tussen de republieken Mexico en Texas.[37] Het hoofdkwartier van de stam is in Carnegie.

- De Plains Apache of “Kiowa Apache”, een tak van de Apache die leefde in het gebied van de bovenloop van de Missouri River en een van de Zuid-Athabaskische talen sprak. In de 18e eeuw migreerde deze tak naar het zuiden en nam de levensstijl van de Kiowa over. Het hoofdkwartier van de stam bevindt zich in Anadarko, Oklahoma.
- De Osage spreken een van de Siouan-talen en komen oorspronkelijk uit het huidige Kentucky. Terwijl de Irokezen naar het zuiden trokken, trokken de Osage naar het westen. Aan het begin van de 18e eeuw waren de Osage de dominante macht geworden in Oklahoma, Arkansas, Missouri en Kansas en beheersten ze een groot deel van het land tussen de Red River en de Missouri. Van 1818 tot 1825 werden de Osage-gebieden door een reeks verdragen teruggebracht tot Independence. Met het Drum Creek Treaty van 1870 werd het land in Kansas verkocht voor $1,25 per acre en kochten de Osage 5900 km2 in Cherokee Outlet, de huidige Osage County. Hoewel de Osage niet ontsnapten aan het federale beleid om gemeenschappelijk stamland toe te wijzen aan individuele stamleden, onderhandelden ze over het behoud van gemeenschappelijke minerale rechten op het reservaatland. Deze bleken later aardolie te bevatten, waarvan stamleden profiteerden van royalty-inkomsten uit de ontwikkeling en productie van olie. Het hoofdkwartier van de stam bevindt zich in Pawhuska.

### Plateau stammen
Na de Modoc Oorlog van 1872 tot 1873 werden de Modoc uit hun thuislanden in het zuiden van Oregon en het noorden van Californië verdreven om zich te vestigen in de Quapaw Agency in het indianenterritorium. De federale overheid stond sommigen toe om in 1909 terug te keren naar Oregon. Degenen die in Oklahoma bleven, werden de Modoc Tribe of Oklahoma.
De Nez Percé, een inheems volk van het Plateau uit Washington en Idaho, werden in 1878 als krijgsgevangenen naar hegt indianterritorium gestuurd, maar na grote verliezen in hun aantal door ziekte, droogte en hongersnood, keerden ze in 1885 terug naar hun noordwestelijke thuislanden. 

## Overheid
Tijdens de Reconstruction Era, toen de grootte van het indianenterritorium werd gereduceerd, bevatten de heronderhandelde verdragen met de Vijf geciviliseerde stammen en de stammen die het land van de Quapaw Indian Agency bezetten bepalingen voor een overheidsstructuur in het indianenterritorium. Vervangende verdragen die in 1866 werden ondertekend, bevatten bepalingen voor:
- De Indiaanse Territoriale Wetgevende Raad zou een evenredige vertegenwoordiging hebben van stammen met meer dan 500 leden
- Wetten worden van kracht tenzij ze worden opgeschort door de minister van Binnenlandse Zaken of de president van de Verenigde Staten.
- Geen enkele wet mag in strijd zijn met de grondwet van de Verenigde Staten, wetten van het Congres of verdragen van de Verenigde Staten
- Geen wetgeving met betrekking tot “zaken die betrekking hebben op de wetgevende, gerechtelijke of andere organisatie, wetten of gewoonten van de verschillende stammen of naties, behalve zoals hierin voorzien”
- Superintendent of Indian Affairs (of aangestelde) is de voorzitter van de Indiaanse Territoriale Wetgevende Raad.
- De minister van Binnenlandse Zaken benoemt de secretaris van het de Indiaanse Territoriale Wetgevende Raad
- In het indianenterritorium kunnen een rechtbank of rechtbanken worden opgericht met de jurisdictie en organisatie die het Congres kan voorschrijven: “Op voorwaarde dat hetzelfde niet zal interfereren met de lokale rechterlijke macht van een van beide genoemde naties.”
- Geen zitting in een jaar mag langer duren dan dertig dagen, en op voorwaarde dat de speciale zittingen kunnen worden bijeengeroepen wanneer, naar het oordeel van de minister van Binnenlandse Zaken, de belangen van genoemde stammen dit vereisen.

In een voortzetting van het nieuwe beleid breidde de Oklahoma Organic Act van 1890 de civiele en strafwetten van Arkansas uit over het indianenterritorium, en breidde de wetten van Nebraska uit over het Oklahomaterritorium..